# 小行星4312
小行星4312（英語：4312 Knacke）是一颗围绕太阳公转的小行星。1978年11月29日，舒爾特·巴斯、查爾斯·科瓦爾在帕洛马山发现了此天体。
这颗小行星的绝对星等为286.6098001458321等。